# Onno Kleyn
Onno Kleyn (Zaandam, 12 april 1957) is een Nederlands culinair journalist en schrijver van diverse kookboeken. Het bekendst is hij van zijn columns en artikelen in de Volkskrant, waar hij een van de bijdragers is aan de rubriek "de Volkskeuken".

## Biografie
Kleyn was leerling op het Zaanlands Lyceum in Zaandam. Hij studeerde een aantal jaar klassieke zang aan het Conservatorium van Amsterdam, voor hij een jaar naar Toscane vertrok, waarna hij in 1988 begon te schrijven over koken en wijn. Kleyns eerste boek was Uit eten in Frankrijk (1993). Hij heeft meer dan veertig boeken geschreven en publiceerde artikelen in vele tijdschriften. Sinds 2003 schrijft hij een receptenrubriek ("de Volkskeuken") en sinds 2006 een vaste wijnrubriek voor de Volkskrant. In 2016 verscheen zijn culinair compendium De grote Kleyn.
In 2010 begon Kleyn met het geven van schrijflessen over eten en wijn.
Met zijn dochter Charlotte Kleyn schreef hij in 2018 Luilekkerland, 400 jaar koken in Nederland, over de collectie historische kookboeken van het Allard Pierson, Bijzondere Collecties van de Universiteit van Amsterdam.

## Onderscheidingen
- 1997 - toekenning Wina Born-prijs voor culinaire journalistiek[8]
- 2001 - toekenning Médaille du Tourisme door de Franse overheid[9]

## Boeken
- Uit eten in Frankrijk (1993)
- Uit eten in Italië (1993)
- De smaak van Frankrijk (1994)
- Ciao Toscana (1995)
- Reiskookboek voor francofielen (1996)
- De zon in de pot - mediterrane gerechten (1997)
- Heerlijk Italië (1999)
- Eten in Frankrijk (2001)
- Heimwee naar La Douce France (2001)
- Het beste van Toscane (2001)
- Kookboek van Europa (2001)
- Lekker eten in Italië (2002)
- Heimwee naar La Bella Italia (2002)
- Kinderkookboek ‘Kokkies’ (2002)
- Savoir Vivre - Heerlijke verhalen over Frankrijk (2003)
- Olie op het Pastawater? en andere culinaire vragen beantwoord (2003)
- Open Keuken, te gast in de Nederlandse, Surinaamse, Turkse en Marokkaanse keuken (2004)
- Albert Heijn landenreeks: Frankrijk (2000), Italië (2000), België (2000), Spanje (2001), Portugal (2001), Nederland (2001), Frankrijk II (2002), Italië II (2002), Spanje II (2002)
- Reiskookboek Frankrijk (Spectrum, Utrecht 2005)
- De Volkskeuken (Meulenhoff, Amsterdam 2005), samen met o.a. Adriaan Jaeggi en Sylvia Witteman
- Reiskookboek Italië (Spectrum, Utrecht 2006)
- Culinaire Vluggertjes (Spectrum, Utrecht 2006)
- Kleyns Columns, Volkskeukens gebundeld (Spectrum, Utrecht 2006)
- Kleyns Basics, Volkskrant basiskookartikelen gebundeld (Spectrum, Utrecht 2006)
- Reiskookboek Spanje (Spectrum, Utrecht 2007)
- Italië Binnen Handbereik (Kosmos, Utrecht 2008), samen met Nathalie Bertollo, en Lydia Michiels van Kessenich
- De Volkskeuken 2 (Meulenhoff, Amsterdam 2008), samen met o.a. Pay-Uun Hiu, Marcus Huibers, Loethe Olthuis en Sylvia Witteman
- 52 Weekendmenu’s (Nieuw Amsterdam, Amsterdam 2010), samen met Loethe Olthuis
- Weg van Wijn (Nieuw Amsterdam, Amsterdam 2011)
- 100 x Onno Kleyn, een bundel vol kookgeluk(Nieuw Amsterdam, Amsterdam 2012)
- Alle dagen wijn, scheurkalender 2013, (Interstat, Amsterdam 2012)
- Culinaire Scheurkalender 2003, 2004, 2005, 2006, 2007, 2008, 2009, 2010, 2011, 2012, 2013
- De grote Kleyn, culinair compendium (Nijgh & Van Ditmar, 2016)
- Luilekkerland, 400 jaar koken in Nederland (Amsterdam University Press, 2018), samen met Charlotte Kleyn
- Italië, mijn recepten en verhalen (Nijgh Cuisine, 2019)